# Misy-sur-Yonne
Misy-sur-Yonne est une commune française située dans le département de Seine-et-Marne en région Île-de-France.

## Géographie

### Localisation
Misy-sur-Yonne est une commune de Seine-et-Marne qui se trouve à la limite de la région Bourgogne-Franche-Comté. C'est la dernière commune de l'Île-de-France située en amont de l'Yonne, à environ 12,9 kilomètres à l’est de Montereau-Fault-Yonne .

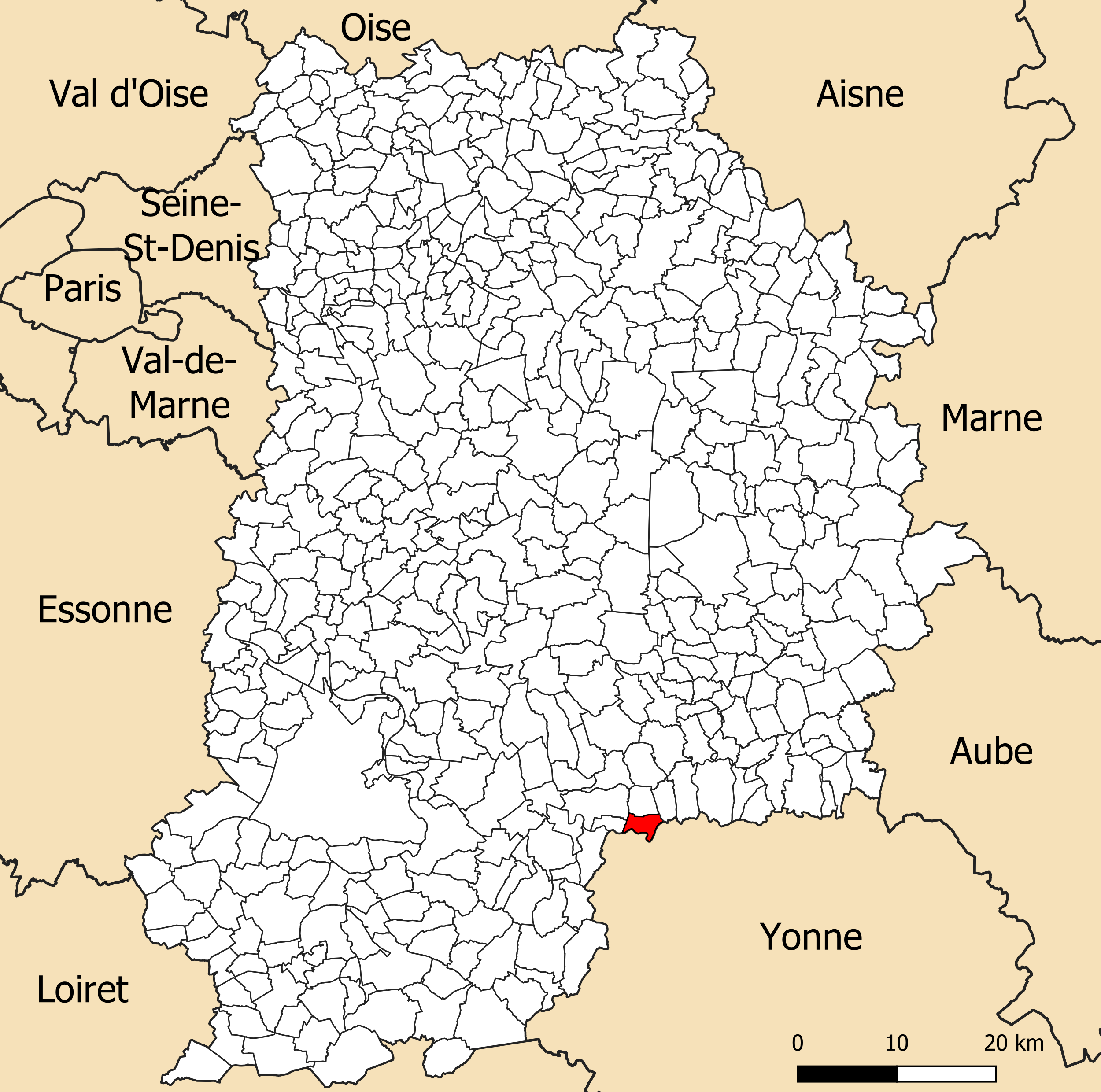
Localisation de la commune de Misy-sur-Yonne dans le département de Seine-et-Marne.

### Communes limitrophes

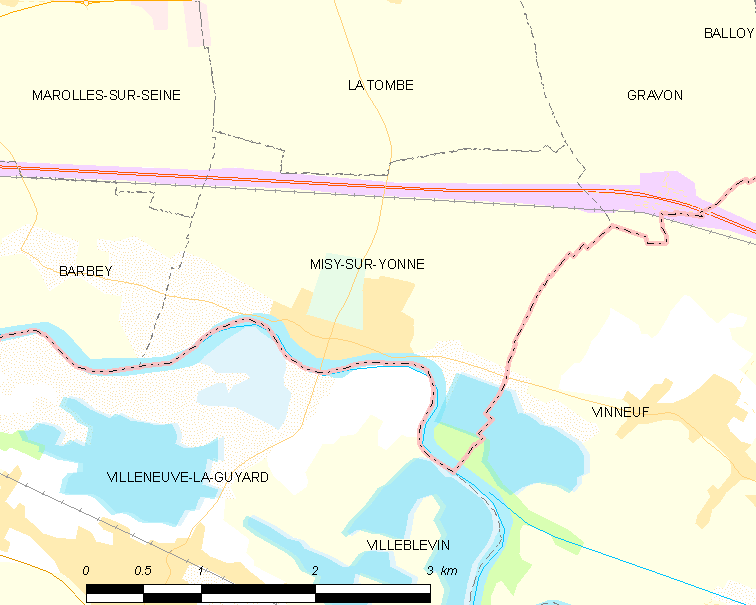
Carte des communes limitrophes de Misy-sur-Yonne.

| Marolles-sur-Seine           | La Tombe            | Gravon          |
| Barbey                       | Misy-sur-Yonne      | Vinneuf (Yonne) |
| Villeneuve-la-Guyard (Yonne) | Villeblevin (Yonne) |                 |

### Géologie et relief
La commune est classée en zone de sismicité 1, correspondant à une sismicité très faible.
L'altitude varie de 53 mètres à 104 mètres pour le point le plus haut, le centre du bourg se situant à environ 59 mètres d'altitude (mairie).

### Hydrographie

#### Réseau hydrographique

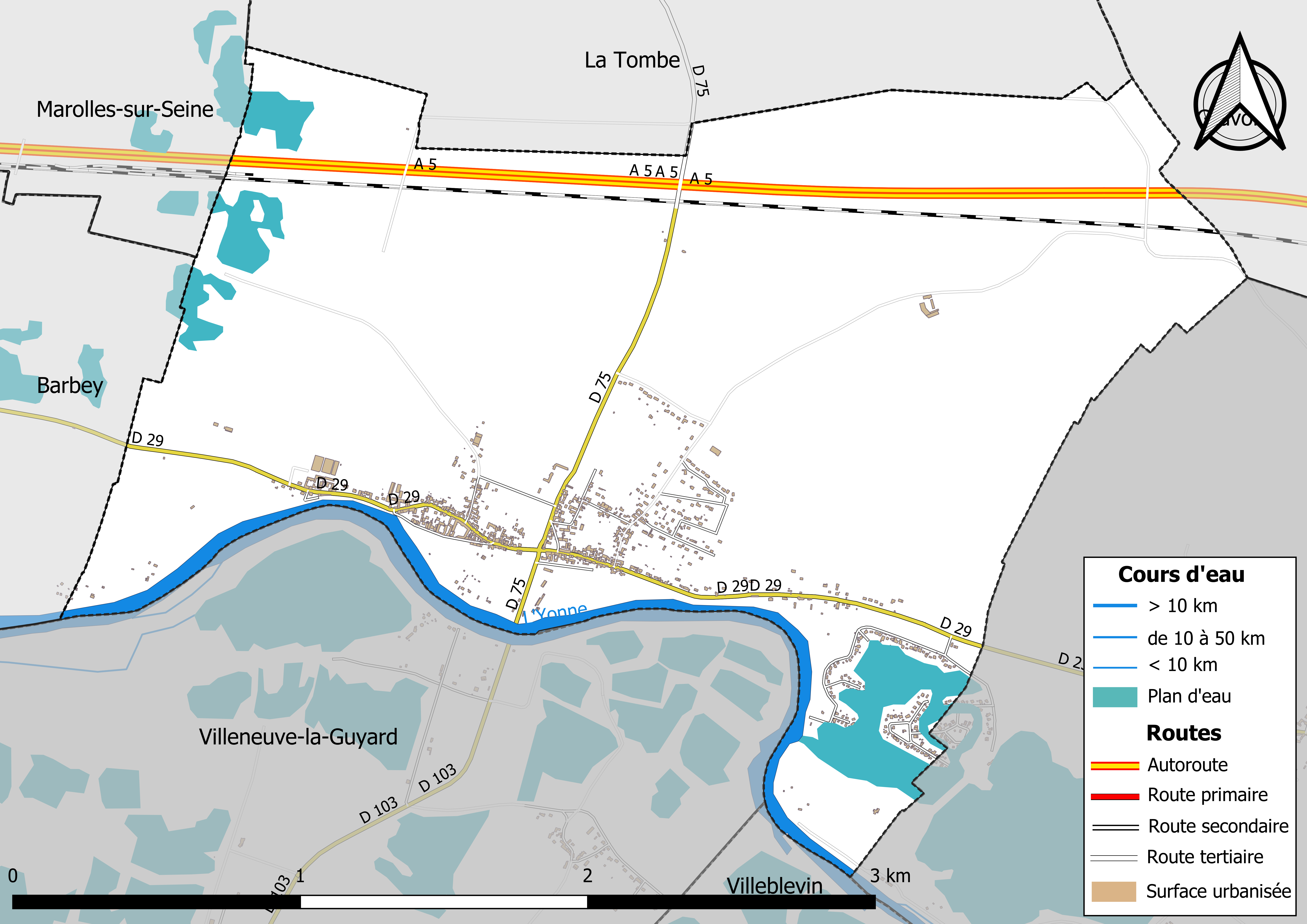
Carte des réseaux hydrographique et routier de Misy-sur-Yonne.

Le réseau hydrographique de la commune se compose d'un seul cours d'eau référencé : l’Yonne, longue de 292,34 km, principal affluent gauche de la Seine.
Sa longueur totale sur la commune est de 2,25 km.

#### Gestion des cours d'eau
Afin d’atteindre le bon état des eaux imposé par la Directive-cadre sur l'eau du 23 octobre 2000, plusieurs outils de gestion intégrée s’articulent à différentes échelles : le SDAGE, à l’échelle du bassin hydrographique, et le SAGE, à l’échelle locale. Ce dernier fixe les objectifs généraux d’utilisation, de mise en valeur et de protection quantitative et qualitative des ressources en eau superficielle et souterraine. Le département de Seine-et-Marne est couvert par six SAGE, au sein du bassin Seine-Normandie.
La commune fait partie du SAGE « Bassée Voulzie », en cours d'élaboration en décembre 2020. Le territoire de ce SAGE concerne 144 communes dont 73 en Seine-et-Marne, 50 dans l'Aube, 15 dans la Marne et 6 dans l'Yonne, pour une superficie de 1 710 km2,. Le pilotage et l’animation du SAGE sont assurés par Syndicat Mixte Ouvert de l’eau potable, de l’assainissement collectif, de l’assainissement non collectif, des milieux aquatiques et de la démoustication (SDDEA), qualifié de « structure porteuse ».

### Climat
Pour des articles plus généraux, voir Climat de l'Île-de-France et Climat de Seine-et-Marne.
En 2010, le climat de la commune est de type climat océanique dégradé des plaines du Centre et du Nord, selon une étude du CNRS s'appuyant sur une série de données couvrant la période 1971-2000. En 2020, Météo-France publie une typologie des climats de la France métropolitaine dans laquelle la commune est exposée à un climat océanique altéré et est dans la région climatique Nord-est du bassin Parisien, caractérisée par un ensoleillement médiocre, une pluviométrie moyenne régulièrement répartie au cours de l’année et un hiver froid (3 °C).
Pour la période 1971-2000, la température annuelle moyenne est de 11,1 °C, avec une amplitude thermique annuelle de 15,5 °C. Le cumul annuel moyen de précipitations est de 711 mm, avec 11,6 jours de précipitations en janvier et 7,5 jours en juillet. Pour la période 1991-2020, la température moyenne annuelle observée sur la station météorologique la plus proche, située sur la commune de La Brosse-Montceaux à 5 km à vol d'oiseau, est de 12,0 °C et le cumul annuel moyen de précipitations est de 652,9 mm,. Pour l'avenir, les paramètres climatiques de la commune estimés pour 2050 selon différents scénarios d'émission de gaz à effet de serre sont consultables sur un site dédié publié par Météo-France en novembre 2022.
| Mois                                  | jan.             | fév.             | mars           | avril         | mai           | juin           | jui.           | août         | sep.           | oct.            | nov.            | déc.             | année      |
| ------------------------------------- | ---------------- | ---------------- | -------------- | ------------- | ------------- | -------------- | -------------- | ------------ | -------------- | --------------- | --------------- | ---------------- | ---------- |
| Température minimale moyenne (°C)     | 2                | 1,8              | 3,7            | 5,6           | 9,2           | 12,3           | 14,4           | 14,2         | 11,1           | 8,5             | 4,9             | 2,6              | 7,5        |
| Température moyenne (°C)              | 4,5              | 5                | 8,1            | 10,9          | 14,6          | 18             | 20,4           | 20,2         | 16,4           | 12,5            | 7,8             | 5,1              | 12         |
| Température maximale moyenne (°C)     | 7                | 8,3              | 12,6           | 16,3          | 20            | 23,6           | 26,4           | 26,1         | 21,7           | 16,6            | 10,7            | 7,5              | 16,4       |
| Record de froid (°C) date du record   | −20,5 17.01.1985 | −14,8 25.02.1986 | −10,4 01.03.05 | −3,5 09.04.03 | −0,1 03.05.21 | 2,5 04.06.1991 | 5,2 04.07.1984 | 4 29.08.1986 | 1,5 19.09.1977 | −3,2 30.10.1997 | −9,2 24.11.1998 | −15,5 31.12.1985 | −20,5 1985 |
| Record de chaleur (°C) date du record | 16,5 01.01.23    | 21,4 27.02.19    | 25,4 31.03.21  | 28,5 25.04.07 | 32,5 28.05.17 | 38,9 27.06.11  | 42,9 25.07.19  | 40 06.08.03  | 35,5 14.09.20  | 31 01.10.1985   | 22,5 07.11.15   | 18,3 16.12.1989  | 42,9 2019  |
| Précipitations (mm)                   | 51               | 47,7             | 47,5           | 51,7          | 60,1          | 53,3           | 51,6           | 52,3         | 51,3           | 63,3            | 59,9            | 63,2             | 652,9      |

### Milieux naturels et biodiversité

#### Réseau Natura 2000

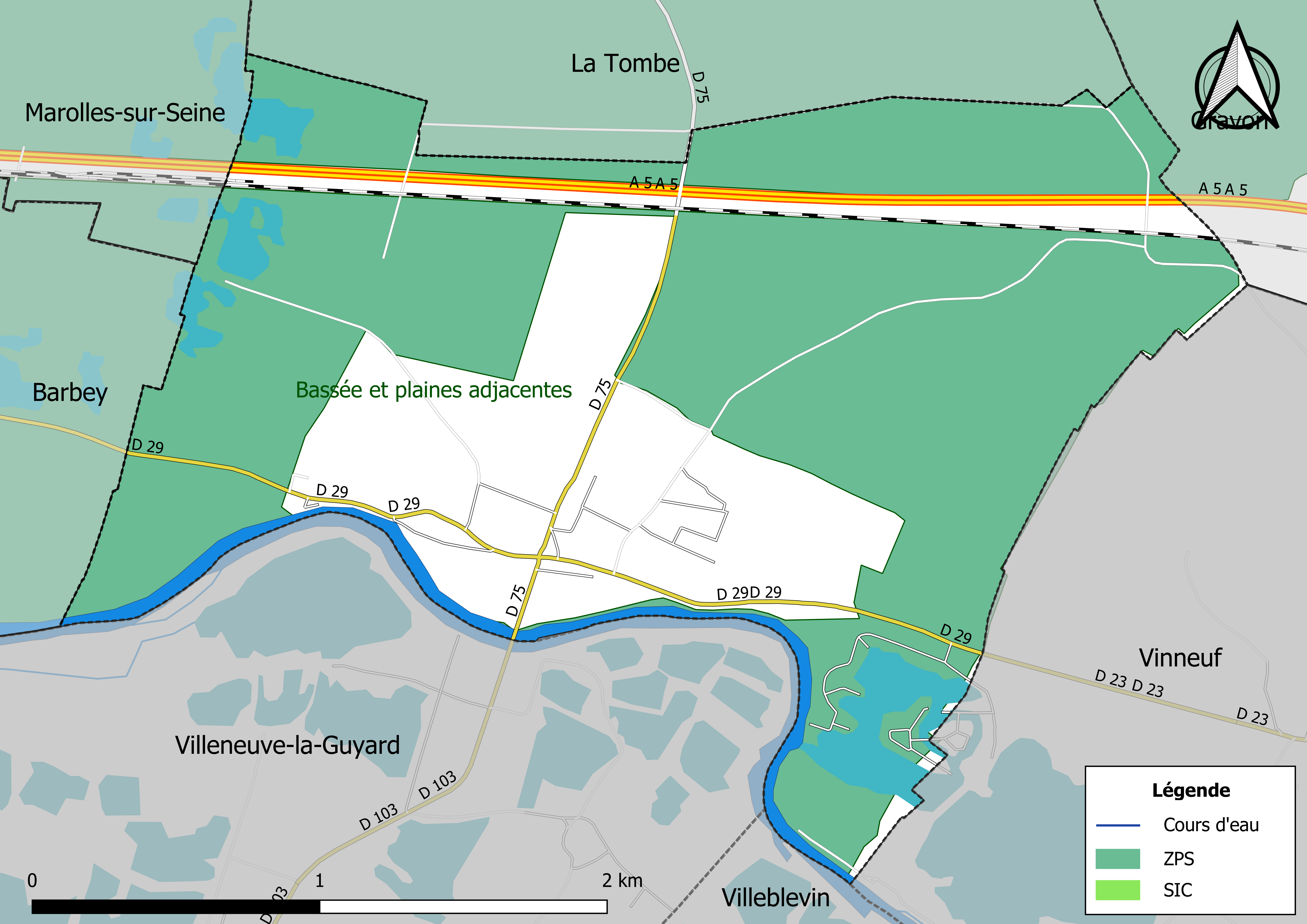
Sites Natura 2000 sur le territoire communal.

Le réseau Natura 2000 est un réseau écologique européen de sites naturels d’intérêt écologique élaboré à partir des Directives « Habitats » et « Oiseaux ». Ce réseau est constitué de Zones spéciales de conservation (ZSC) et de Zones de protection spéciale (ZPS). Dans les zones de ce réseau, les États Membres s'engagent à maintenir dans un état de conservation favorable les types d'habitats et d'espèces concernés, par le biais de mesures réglementaires, administratives ou contractuelles.
Un  site Natura 2000 a été défini sur la commune au titre de la « directive Oiseaux », :  
- la « Bassée et plaines adjacentes », d'une superficie de 27 643 ha, une vaste plaine alluviale de la Seine bordée par un coteau marqué au nord et par un plateau agricole au sud. Elle abrite une importante diversité de milieux qui conditionnent la présence d’une avifaune très riche[16],[17].

#### Zones naturelles d'intérêt écologique, faunistique et floristique

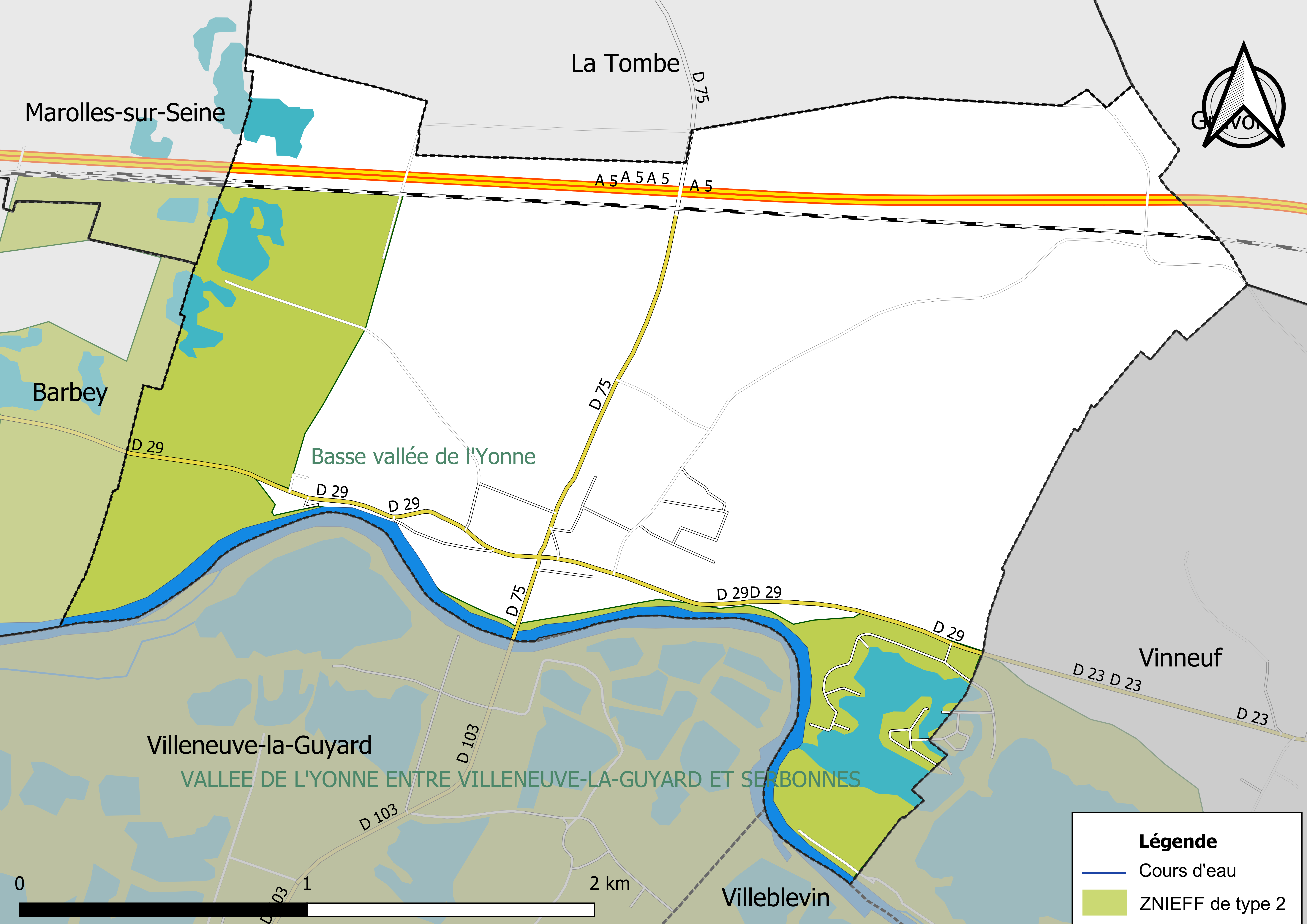
Carte des ZNIEFF de type 2 localisées sur la commune.

L’inventaire des zones naturelles d'intérêt écologique, faunistique et floristique (ZNIEFF) a pour objectif de réaliser une couverture des zones les plus intéressantes sur le plan écologique, essentiellement dans la perspective d’améliorer la connaissance du patrimoine naturel national et de fournir aux différents décideurs un outil d’aide à la prise en compte de l’environnement dans l’aménagement du territoire.
Le territoire communal de Misy-sur-Yonne comprend une ZNIEFF de type 2,,, 
la « Basse vallée de l'Yonne » (1 658,38 ha), couvrant 6 communes du département.

## Urbanisme

### Typologie
Au 1er janvier 2024, Misy-sur-Yonne est catégorisée bourg rural, selon la nouvelle grille communale de densité à sept niveaux définie par l'Insee en 2022.
Elle est située hors unité urbaine. Par ailleurs la commune fait partie de l'aire d'attraction de Paris, dont elle est une commune de la couronne,. Cette aire regroupe 1 929 communes,.

### Lieux-dits et écarts
La commune compte 31 lieux-dits administratifs répertoriés consultables ici.

### Occupation des sols
L'occupation des sols de la commune, telle qu'elle ressort de la base de données européenne d’occupation biophysique des sols Corine Land Cover (CLC), est marquée par l'importance des territoires agricoles (72,3 % en 2018), en diminution par rapport à 1990 (76 %). La répartition détaillée en 2018 est la suivante : 
terres arables (60,8% ), zones agricoles hétérogènes (11,5% ), zones industrielles ou commerciales et réseaux de communication (8,4% ), zones urbanisées (8,2% ), eaux continentales (7,1% ), espaces verts artificialisés, non agricoles (4 %).
Parallèlement, L'Institut Paris Région, agence d'urbanisme de la région Île-de-France, a mis en place un inventaire numérique de l'occupation du sol de l'Île-de-France, dénommé le MOS (Mode d'occupation du sol), actualisé régulièrement depuis sa première édition en 1982. Réalisé à partir de photos aériennes, le Mos distingue les espaces naturels, agricoles et forestiers mais aussi les espaces urbains (habitat, infrastructures, équipements, activités économiques, etc.) selon une classification pouvant aller jusqu'à 81 postes, différente de celle de Corine Land Cover,,. L'Institut met également à disposition des outils permettant de visualiser par photo aérienne l'évolution de l'occupation des sols de la commune entre 1949 et 2018.

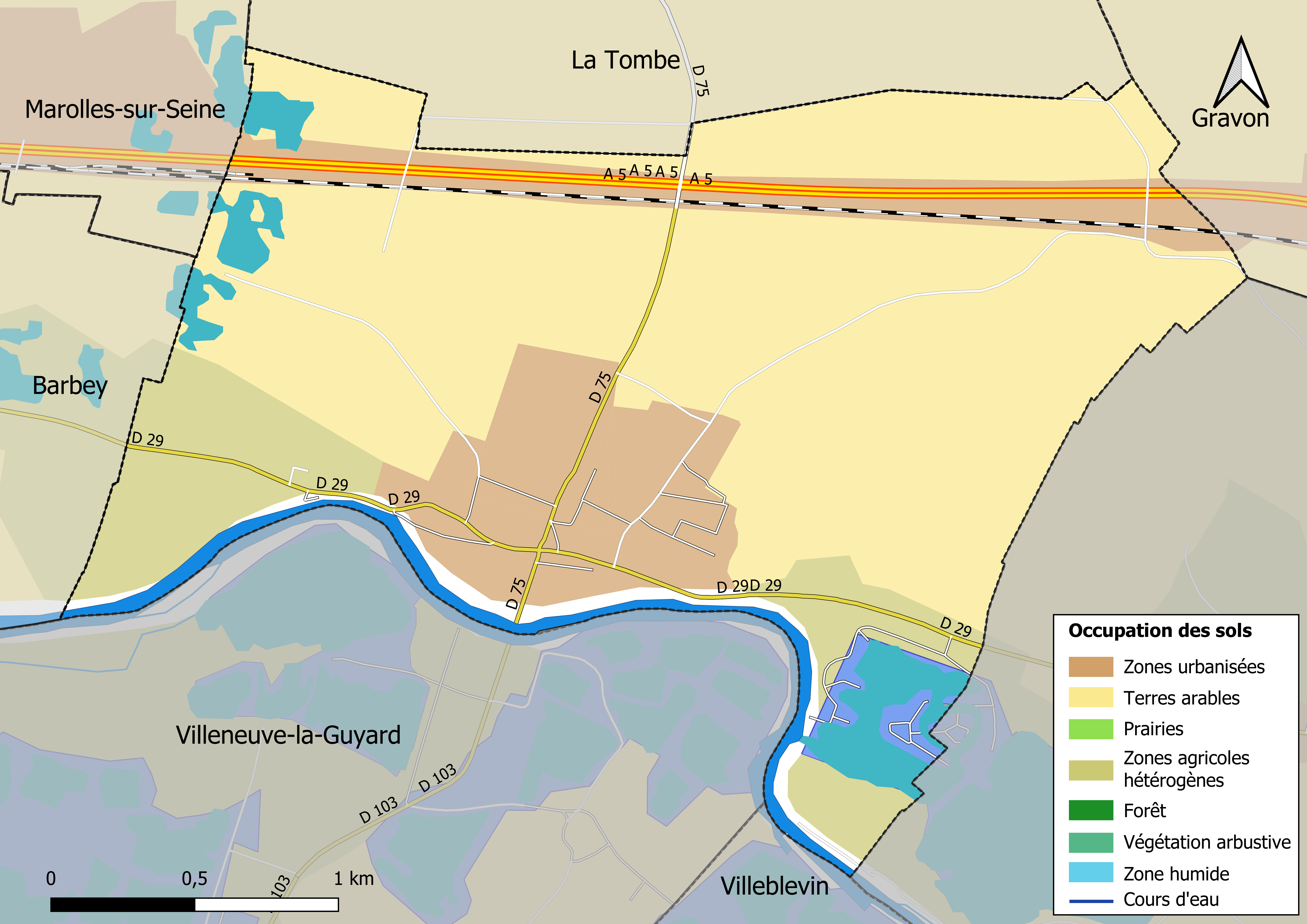
Carte des infrastructures et de l'occupation des sols en 2018 (CLC) de la commune.
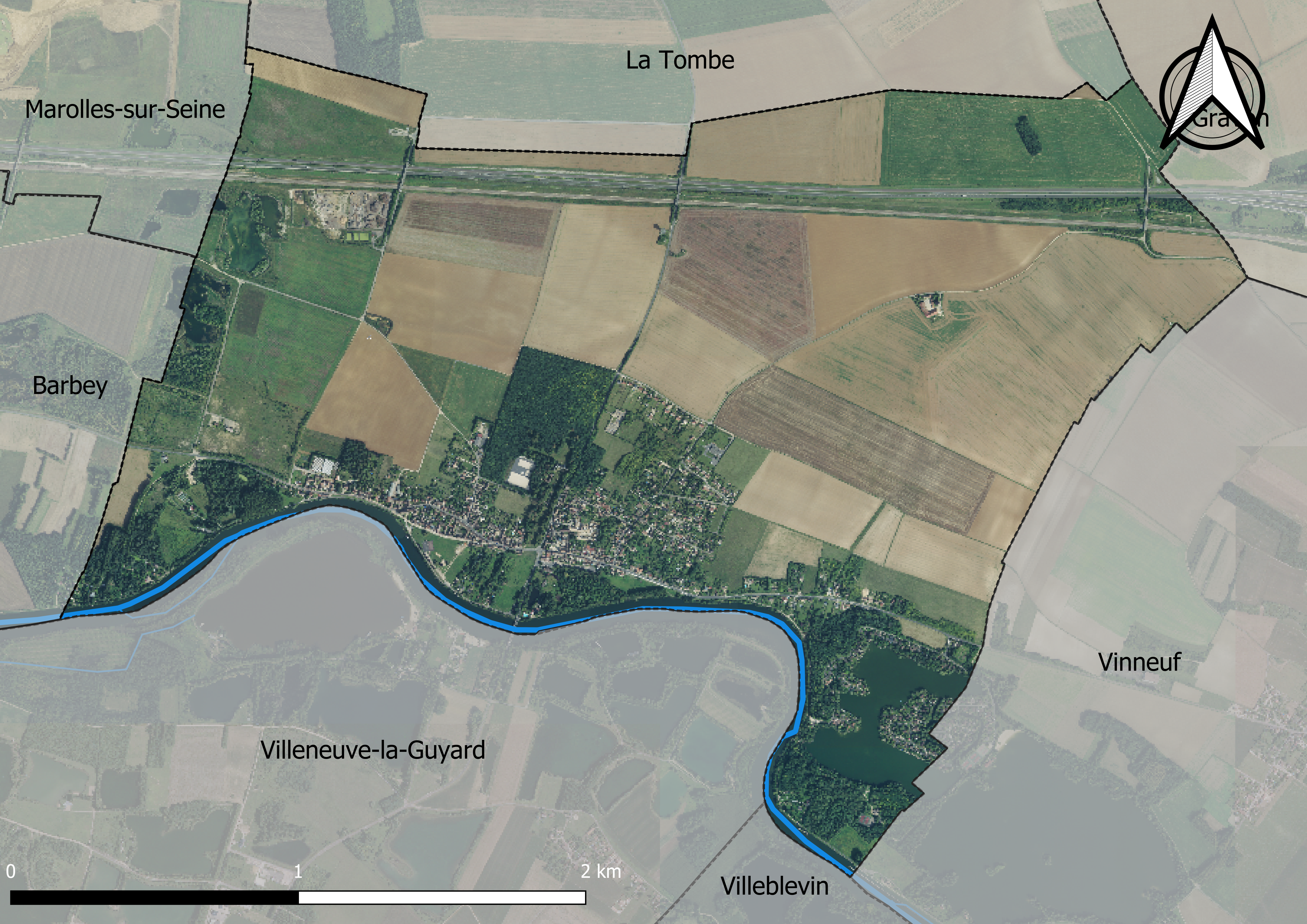
Carte orhophotogrammétrique de la commune.

### Planification
La loi SRU du 13 décembre 2000 a incité les communes à se regrouper au sein d’un établissement public, pour déterminer les partis d’aménagement de l’espace au sein d’un SCoT, un document d’orientation stratégique des politiques publiques à une grande échelle et à un horizon de 20 ans et s'imposant aux documents d'urbanisme locaux, les PLU (Plan local d'urbanisme). La commune est dans le territoire du SCOT Seine et Loing, dont le projet a été arrêté le 3 juillet 2019, porté par le syndicat mixte d’études et de programmation (SMEP) Seine et Loing rassemblant à la fois 44 communes et trois communautés de communes.
La commune disposait en 2019 d'un plan local d'urbanisme en révision. Le zonage réglementaire et le règlement associé peuvent être consultés sur le Géoportail de l'urbanisme.

### Logement
En 2016, le nombre total de logements dans la commune était de 
550 dont 95,5 % de maisons et 2,7 % d’appartements.
Parmi ces logements, 66,1 % étaient des résidences principales, 25 % des résidences secondaires et 8,9 % des logements vacants.
La part des ménages fiscaux propriétaires de leur résidence principale s’élevait à 86,6 % contre 11,2 % de locataires,, dont 0,5 % de logements HLM loués vides (logements sociaux) et, 2,2 % logés gratuitement.

### Voies de communication et transports

#### Transports
La commune est desservie par les lignes du réseau de bus Pays de Montereau :
- No Eb (La Brosse-Montceaux – Montereau-Fault-Yonne) ;
- No I (Montereau-Fault-Yonne – Vinneuf).

## Toponymie
Le nom de la localité est mentionné sous les formes Mirei au XIe siècle ; Le fief des Marestz en 1587 ; Quedam villula que dicitur Miriacus en 1165 ; Ecclesia Sancti Martini de Miri en 1173 ; Misiacum en 1189 ; Meri vers 1201 ; Miri en 1206 ; Miriacum en 1217 ; Myri juxta Barbez en 1265 ; Miry super Yonam en 1276 ; Miry sur Yonne en 1413 ; Miry en 1415 (Archives du château de Misy) ; Misy en l'an IX.

## Histoire

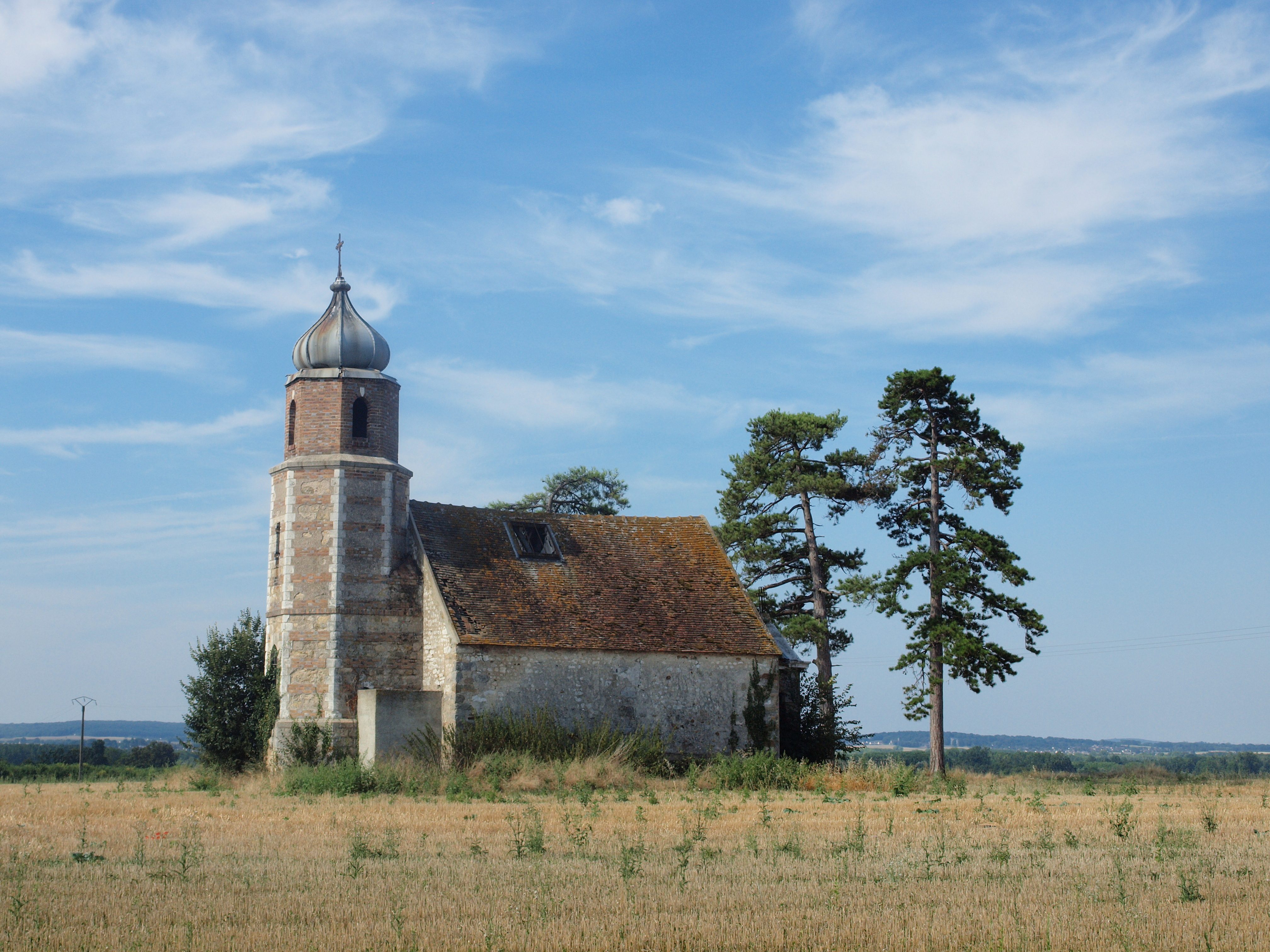
La chapelle abandonnée Saint-André.

- Présence d'occupation humaine depuis le néolithique. La commune est mentionnée dès le XIe siècle sous le nom de mirei.
- 1971 marque la fin de l'exploitation d'une importante carrière, qui devient, sous l'impulsion de la Caisse des Dépôts et Consignation, un parc résidentiel de loisir pour une clientèle cherchant une hébergement de week-end pas trop éloigné de la capitale. Ainsi se crée le parc "les forestières du lac", système original où chaque acquéreur d'un lot (chalet + un peu de terrain) devient également copropriétaire des surfaces et équipements communs.

## Politique et administration

### Liste des maires
| Période                                  | Période  | Identité         | Étiquette | Qualité |
| ---------------------------------------- | -------- | ---------------- | --------- | ------- |
| Les données manquantes sont à compléter. |          |                  |           |         |
| mars 2001                                | 2008     | Guy Jacquier     |           |         |
| mars 2008                                | En cours | Monique Jacquier |           |         |

## Équipements et services

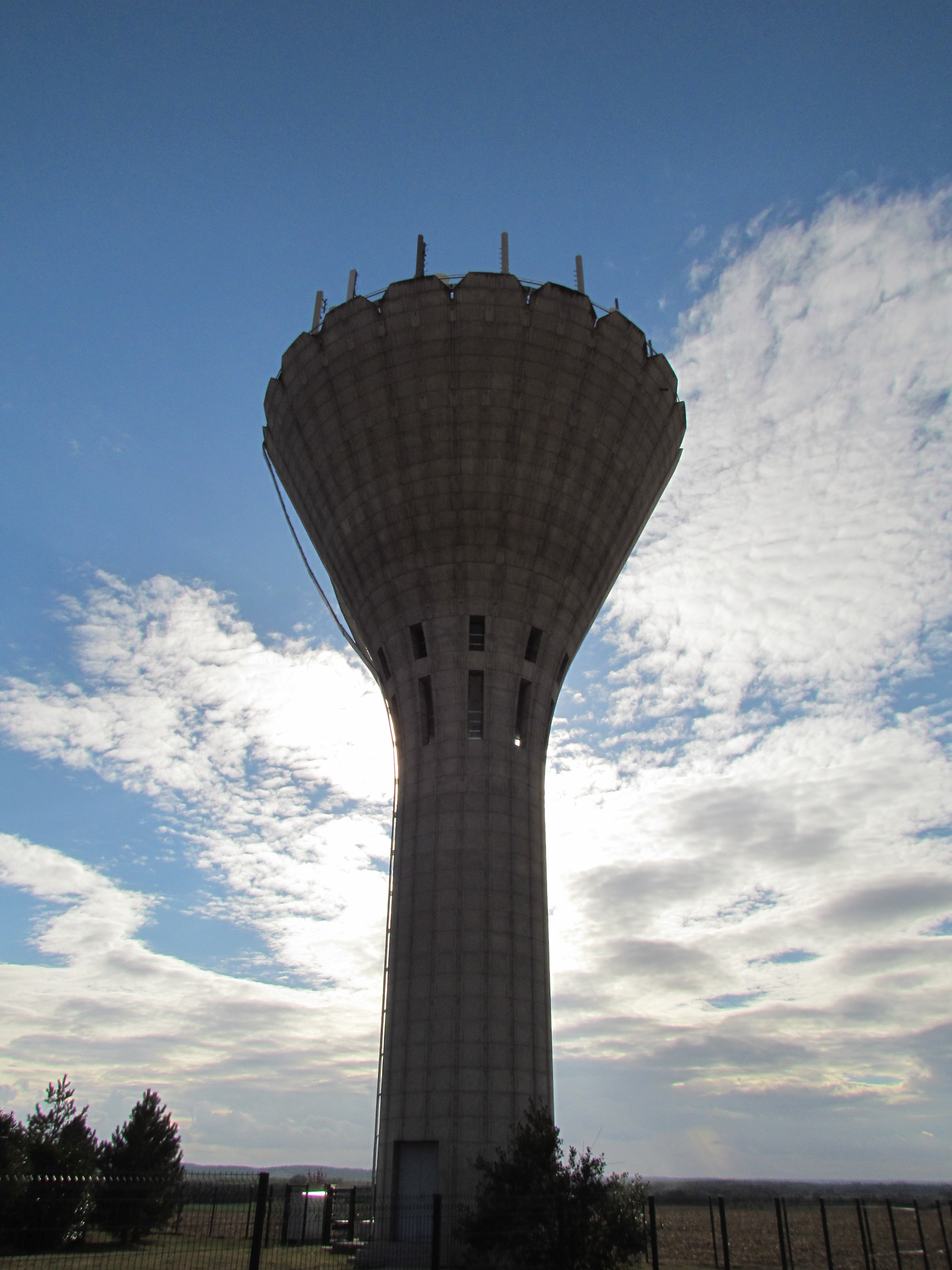
Le château d'eau.

### Eau et assainissement
L’organisation de la distribution de l’eau potable, de la collecte et du traitement des eaux usées et pluviales relève des communes. La loi NOTRe de 2015 a accru le rôle des EPCI à fiscalité propre en leur transférant cette compétence. Ce transfert devait en principe être effectif au 1er janvier 2020, mais la loi Ferrand-Fesneau du 3 août 2018 a introduit la possibilité d’un report de ce transfert au 1er janvier 2026,.

#### Assainissement des eaux usées
En 2020, la gestion du service d'assainissement collectif de la commune de Misy-sur-Yonne est assurée par la communauté de communes Pays de Montereau (CCPM) pour la collecte, le transport et la dépollution. Ce service est géré en délégation par une entreprise privée, dont le contrat arrive à échéance le 31 décembre 2026,,.
L’assainissement non collectif (ANC) désigne les installations individuelles de traitement des eaux domestiques qui ne sont pas desservies par un réseau public de collecte des eaux usées et qui doivent en conséquence traiter elles-mêmes leurs eaux usées avant de les rejeter dans le milieu naturel. La communauté de communes Pays de Montereau (CCPM) assure pour le compte de la commune le service public d'assainissement non collectif (SPANC), qui a pour mission de vérifier la bonne exécution des travaux de réalisation et de réhabilitation, ainsi que le bon fonctionnement et l’entretien des installations. Cette prestation est déléguée à la SAUR, dont le contrat arrive à échéance le 31 décembre 2026,.

#### Eau potable
En 2020, l'alimentation en eau potable est assurée par la communauté de communes Pays de Montereau (CCPM) qui en a délégué la gestion à une entreprise privée, dont le contrat expire le 31 décembre 2026,.

## Population et société

### Démographie
L'évolution du nombre d'habitants est connue à travers les recensements de la population effectués dans la commune depuis 1793. Pour les communes de moins de 10 000 habitants, une enquête de recensement portant sur toute la population est réalisée tous les cinq ans, les populations de référence des années intermédiaires étant quant à elles estimées par interpolation ou extrapolation. Pour la commune, le premier recensement exhaustif entrant dans le cadre du nouveau dispositif a été réalisé en 2005.

En 2022, la commune comptait 857 habitants, en évolution de −12,28 % par rapport à 2016 (Seine-et-Marne : +3,92 %, France hors Mayotte : +2,11 %).
| 1793 | 1800 | 1806 | 1821 | 1831 | 1836 | 1841 | 1846 | 1851 |
| ---- | ---- | ---- | ---- | ---- | ---- | ---- | ---- | ---- |
| 556  | 523  | 598  | 637  | 658  | 652  | 700  | 744  | 742  |

| 1856 | 1861 | 1866 | 1872 | 1876 | 1881 | 1886 | 1891 | 1896 |
| ---- | ---- | ---- | ---- | ---- | ---- | ---- | ---- | ---- |
| 678  | 684  | 640  | 612  | 552  | 494  | 472  | 424  | 428  |

| 1901 | 1906 | 1911 | 1921 | 1926 | 1931 | 1936 | 1946 | 1954 |
| ---- | ---- | ---- | ---- | ---- | ---- | ---- | ---- | ---- |
| 415  | 422  | 412  | 369  | 372  | 391  | 372  | 363  | 352  |

| 1962 | 1968 | 1975 | 1982 | 1990 | 1999 | 2005 | 2006 | 2010 |
| ---- | ---- | ---- | ---- | ---- | ---- | ---- | ---- | ---- |
| 301  | 335  | 409  | 404  | 515  | 749  | 917  | 929  | 974  |

| 2015 | 2020 | 2022 | - | - | - | - | - | - |
| ---- | ---- | ---- | - | - | - | - | - | - |
| 982  | 894  | 857  | - | - | - | - | - | - |

### Équipements culturels
- Musée de la maréchalerie et du charronnage, fondé en 1988 au sein d'une forge[54],[55].

## Économie

### Revenus de la population et fiscalité
En 2017, le nombre de ménages fiscaux de la commune était de 374, représentant 925 personnes et la  médiane du revenu disponible par unité de consommation  de 22 740 euros.

### Emploi
En 2017 , le nombre total d’emplois dans la zone était de 85, occupant 404 actifs  résidants.
Le taux d'activité de la population (actifs ayant un emploi) âgée de 15 à 64 ans s'élevait à 67,2 % contre un taux de chômage de 8,3 %.
Les 24,5 % d’inactifs se répartissent de la façon suivante : 12,3 % d’étudiants et stagiaires non rémunérés, 5,5 % de retraités ou préretraités et 6,7 % pour les autres inactifs.

### Entreprises et commerces
En 2018, le nombre d'établissements actifs était de 63 dont 4 dans l’industrie manufacturière, industries extractives et autres, 9 dans la construction, 23 dans le commerce de gros et de détail, transports, hébergement et restauration, 2 dans l’information et communication, 2 dans les activités financières et d'assurance, 2 dans les activités immobilières, 11 dans les activités spécialisées, scientifiques et techniques et activités de services administratifs et de soutien, 3 dans l’administration publique, enseignement, santé humaine et action sociale et 7  étaient relatifs aux autres activités de services.
En 2019,  12 entreprises ont été créées sur le territoire de la commune, dont 11 individuelles.

### Secteurs d'activité

#### Agriculture
Misy-sur-Yonne est dans la petite région agricole dénommée la « Bassée » ou « Basse Seine », au sud-est du département. En 2010, l'orientation technico-économique de l'agriculture sur la commune est diverses cultures (hors céréales et oléoprotéagineux, fleurs et fruits).
Si la productivité agricole de la Seine-et-Marne se situe dans le peloton de tête des départements français, le département enregistre un double phénomène de disparition des terres cultivables (près de 2 000 ha par an dans les années 1980, moins dans les années 2000) et de réduction d'environ 30 % du nombre d'agriculteurs dans les années 2010. Cette tendance se retrouve au niveau de la commune où le nombre d’exploitations est passé de 6 en 1988 à 1 en 2010. Parallèlement, la taille de ces exploitations augmente, passant de 78 ha en 1988 à 191 ha en 2010.
Le tableau ci-dessous présente les principales caractéristiques des exploitations agricoles de Misy-sur-Yonne, observées sur une période de 22 ans : 
|                                      | 1988 | 2000 | 2010 |
| ------------------------------------ | ---- | ---- | ---- |
| Dimension économique,                |      |      |      |
| Nombre d’exploitations (u)           | 6    | 2    | 1    |
| Travail (UTA)                        | 10   | 6    | 1    |
| Surface agricole utilisée (ha)       | 465  | 190  | 191  |
| Cultures                             |      |      |      |
| Terres labourables (ha)              | 463  | s    | s    |
| Céréales (ha)                        | 306  | s    | s    |
| dont blé tendre (ha)                 | 230  | s    | s    |
| dont maïs-grain et maïs-semence (ha) | s    | s    |      |
| Tournesol (ha)                       | s    |      |      |
| Colza et navette (ha)                | s    | s    | s    |
| Élevage                              |      |      |      |
| Cheptel (UGBTA)                      | 23   | 0    | 0    |

## Culture locale et patrimoine

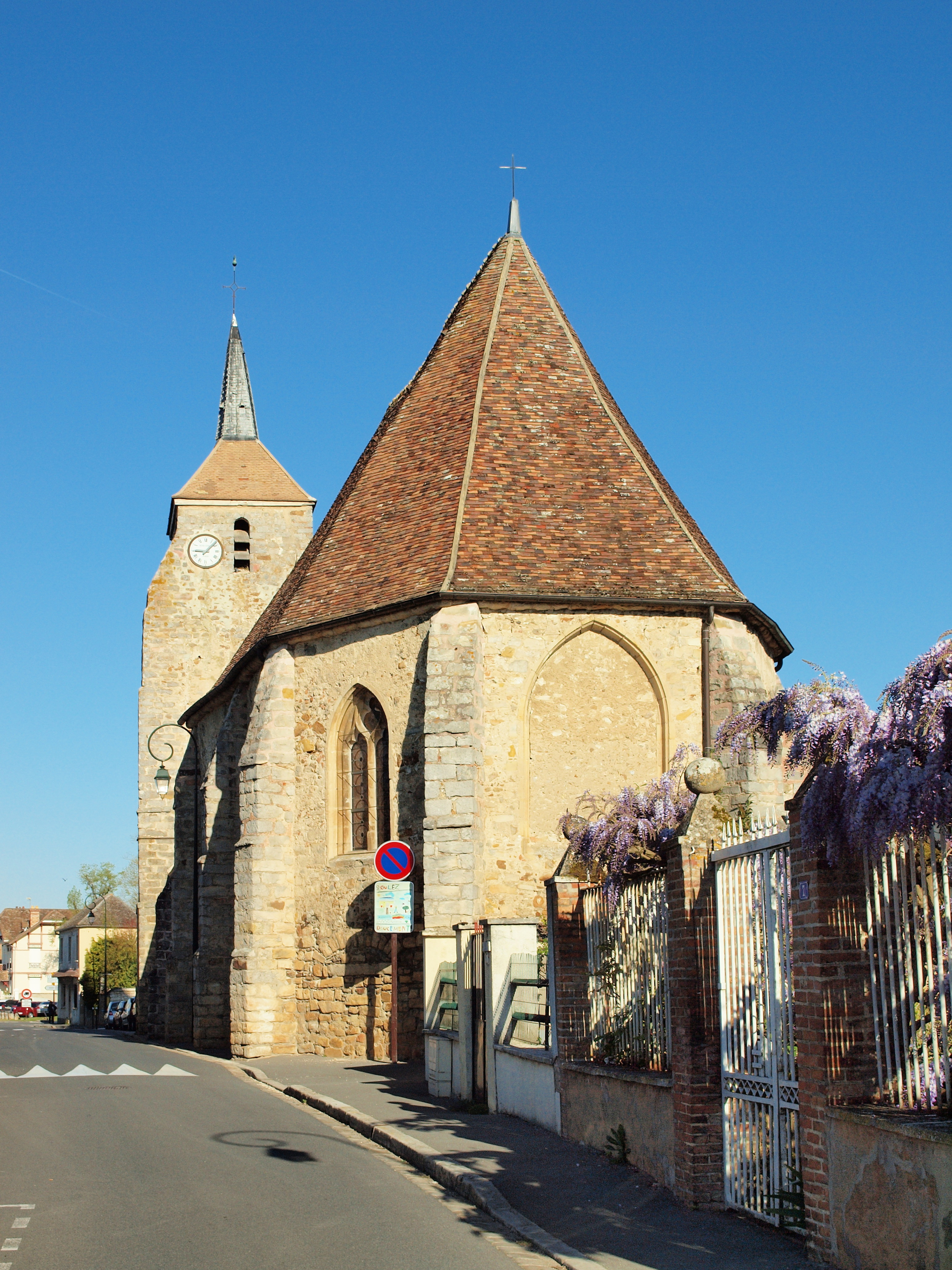
L'église Saint-Martin.

### Lieux et monuments
- Église Saint-Martin construite au XVIe siècle ;
- Chapelle Saint-André (abandonnée)
- Château de Misy.

### Personnalités liées à la commune
- Jean-Pierre Norblin de La Gourdaine (1740-1830), peintre né à Misy-sur-Yonne (Misy-Fault-Yonne) ; il a vécu une grande partie de sa vie en Pologne.

### Héraldique
| Blason de Misy-sur-Yonne | Blason  | D'azur au pont isolé d'or , maçonné de sable, accompagné en pointe d'un manteau cousu de gueules fendu d'une épée d'argent posée en barre, surmonté d'une divise ondée d'argent elle-même accompagnée de trois fleurs de lis d'or rangées en chef. |
| Blason de Misy-sur-Yonne | Détails | |